# Akhulu
Akhulu est un village d'Azerbaïdjan situé dans le raion de Khojavend. De 1992 à 2020, c'était une communauté rurale de la région d'Hadrout, au Haut-Karabagh, sous le nom d'Hartashen (en arménien : Հարթաշեն). En 2005, la population s'élevait à 101 habitants.

## Géographie
Le village est situé en plaine à 8 km au nord-est d'Hadrout.

## Histoire
À l'époque soviétique, Akhulu faisait partie du district d'Hadrout au sein de l'oblast autonome du Haut-Karabagh. La population était alors à majorité azerbaïdjanaise.
Le 2 octobre 1992, la localité passe sous le contrôle des forces arméniennes qui expulsent la population locale.
De 1992 à 2020, le village était une communauté rurale de la région d'Hadrout, au Haut-Karabagh, sous le nom d'Hartashen.
Au cours de la deuxième guerre du Haut-Karabagh, le village passe sous le contrôle des forces azerbaïdjanaises le 16 octobre 2020,, ce qui est confirmé par les autorités arméniennes.